# Barras (Piauí)

Ubicación de Barras en Piauí.

Barras es un municipio del estado de Piauí, Brasil. Se encuentra en la microrregión de Alto Parnaíba Piauiense, región media del sudeste de Piaui . La ciudad tiene cerca de 5.999 habitantes (censo de 2007) y 5.391 km ².
Construido en 1889, la ciudad surgió de la granja Buritizinho. En el lugar había una capilla dedicada a Nossa Senhora da Conceicao, quien se convirtió en su mecenas. La ciudad fue elevada al rango de ciudad y pasó a llamarse Bares Marataoan , en alusión al río que recibe a los visitantes en su entrada y se encuentra entre las barras de los ríos y arroyos. Cuando fue elevado a categoría de ciudad, la ciudad pasó a llamarse simplemente bares .
Situado en el Bajo Parnaíba Piauiense micro , meso Piauiense Norte . El municipio cuenta con 44 850 habitantes (2010) y 1776 km ².
- Datos: Q808836
- Multimedia: Barras / Q808836